# Kaiserstraße (Saarbrücken)
Die Kaiserstraße ist eine etwa 450 Meter lange Straße im Saarbrücker Stadtteil St. Johann.

## Lage und Verlauf
Die Kaiserstraße bildet die Verlängerung der Großherzog-Friedrich-Straße und beginnt an der Kreuzung mit der Dudweilerstraße an der Johanneskirche. Im Straßenverlauf münden und kreuzen die Futterstraße (nach 120 Metern von links), die Sulzbachstraße (Kreuzung nach 170 Metern), die Passagestraße (nach 260 Metern von links) und die Karcherstraße (nach 260 Metern von rechts). An der Kreuzung mit der Viktoriastraße und der Einmündung der Ursulinenstraße von rechts nach etwa 450 Metern geht die Kaiserstraße schließlich in die St. Johanner Straße über. Die Kaiserstraße ist eine Einbahnstraße und bildet einen Teil der Bundesstraße 51.

## Geschichte
Die Kaiserstraße war um 1852 als alternativer Weg zum Hauptbahnhof Saarbrücken entstanden. Sie lag parallel zu der Bahnhofstraße, hatte aber lange Zeit nur geringere verkehrliche Bedeutung, da die meisten Autos, die Straßenbahnen, die Oberleitungsbusse und die Buslinien der Gesellschaft für Straßenbahnen im Saartal die Bahnhofstraße verwendeten. Seit 1980 aber gelang der Aufschwung der Kaiserstraße. Um 1990 wurde aus der Bahnhofstraße eine Fußgängerzone, womit der gesamte Auto- und Busverkehr (Straßenbahnen und Obusse waren zu diesem Zeitpunkt stillgelegt) in die Kaiserstraße geleitet wurde. Seit 1997 führt auch die Saarbahn mit der Linie S1 in die Kaiserstraße. Dort existiert auch eine Haltestelle mit dem Namen.

### Name
Die Straße wurde als Ausdruck des Stolzes über den ersten deutschen Kaiser Wilhelm I. (1797–1888) benannt. Zweimal trug die Kaiserstraße den Namen „Rathausstraße“: zwischen dem Ende des Ersten Weltkriegs (um 1919) und 1926 sowie zwischen dem Ende des Zweiten Weltkriegs (um 1945) und der Angliederung des Saarlandes an die Bundesrepublik (um 1956).

### Bauwerke
Die Kaiserstraße zeichnet sich ebenso wie die parallel verlaufende Bahnhofstraße durch ihre nach den Plänen des Architekten und Stadtplaners Georges-Henri Pingusson nach dem Zweiten Weltkrieg entstandenen Arkaden aus. Die ehemalige Synagoge der Stadt befand sich zwischen 1888 und ihrer Zerstörung in der Reichspogromnacht 1938 an der Ecke Futterstraße/Kaiserstraße. Das Hotel Messmer an der Ecke Kaiserstraße/Viktoriastraße galt seit den 1880er Jahren als eines der führenden Häuser der Stadt. Es wurde Anfang der 1960er Jahre abgerissen und durch das C&A-Gebäude ersetzt. Heute liegen drei Baudenkmäler an der Kaiserstraße (Hausnummern 26a, 26b, 28).

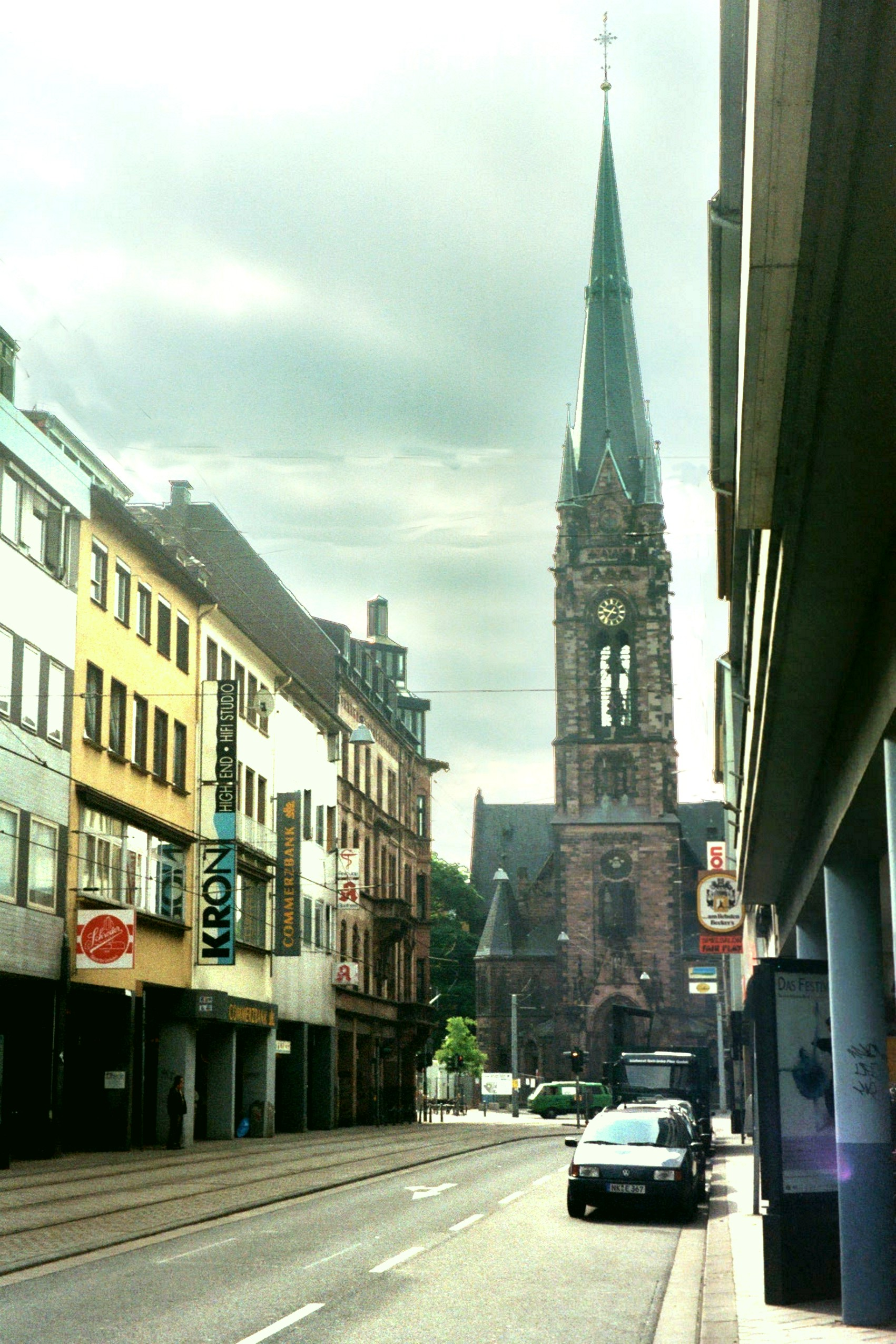
Blick von der Einmündung Futterstraße in Richtung Johanneskirche (2003)
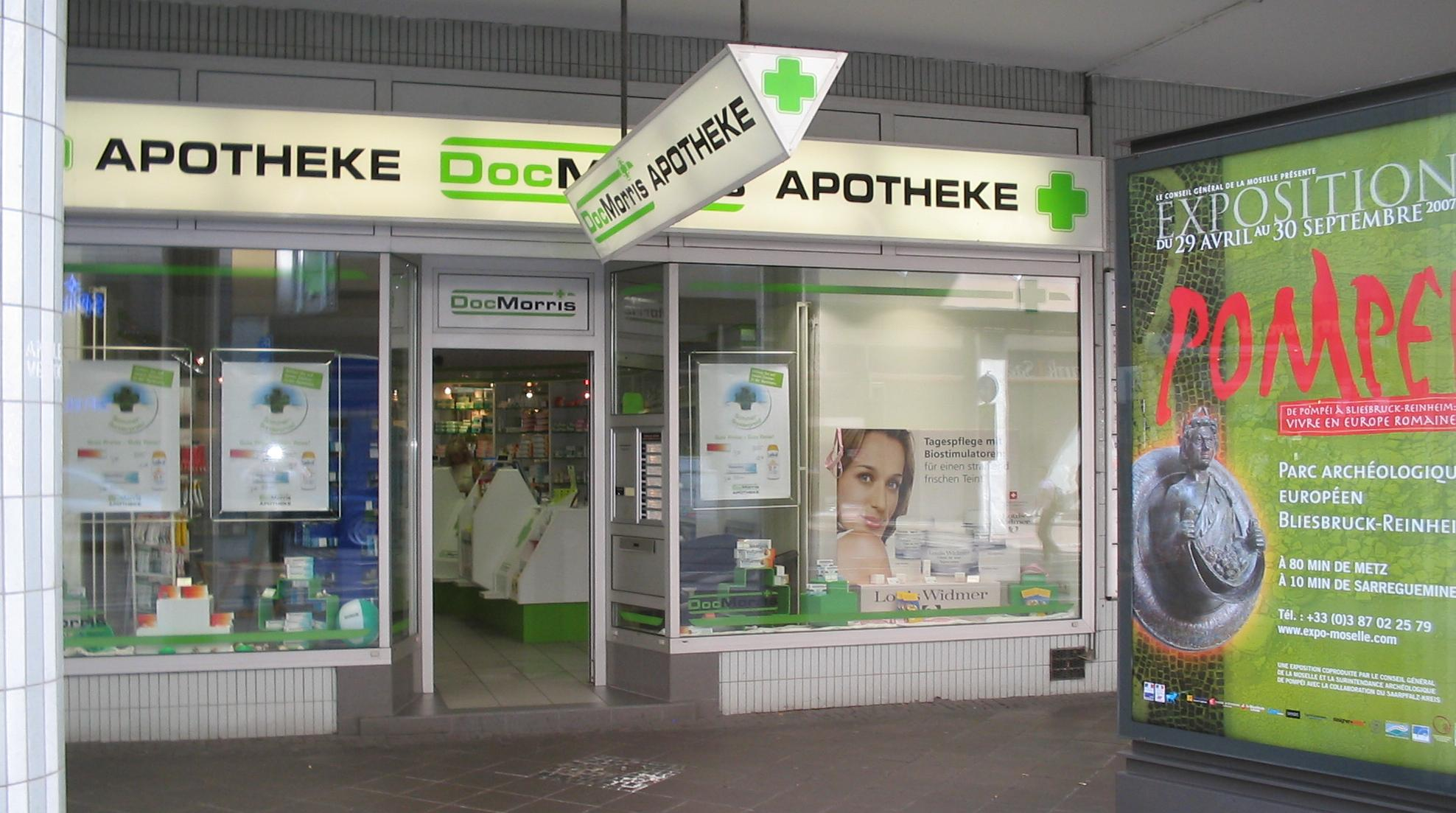
DocMorris-Filiale (2007), die einen Rechtsstreit vor dem EuGH nach sich zog
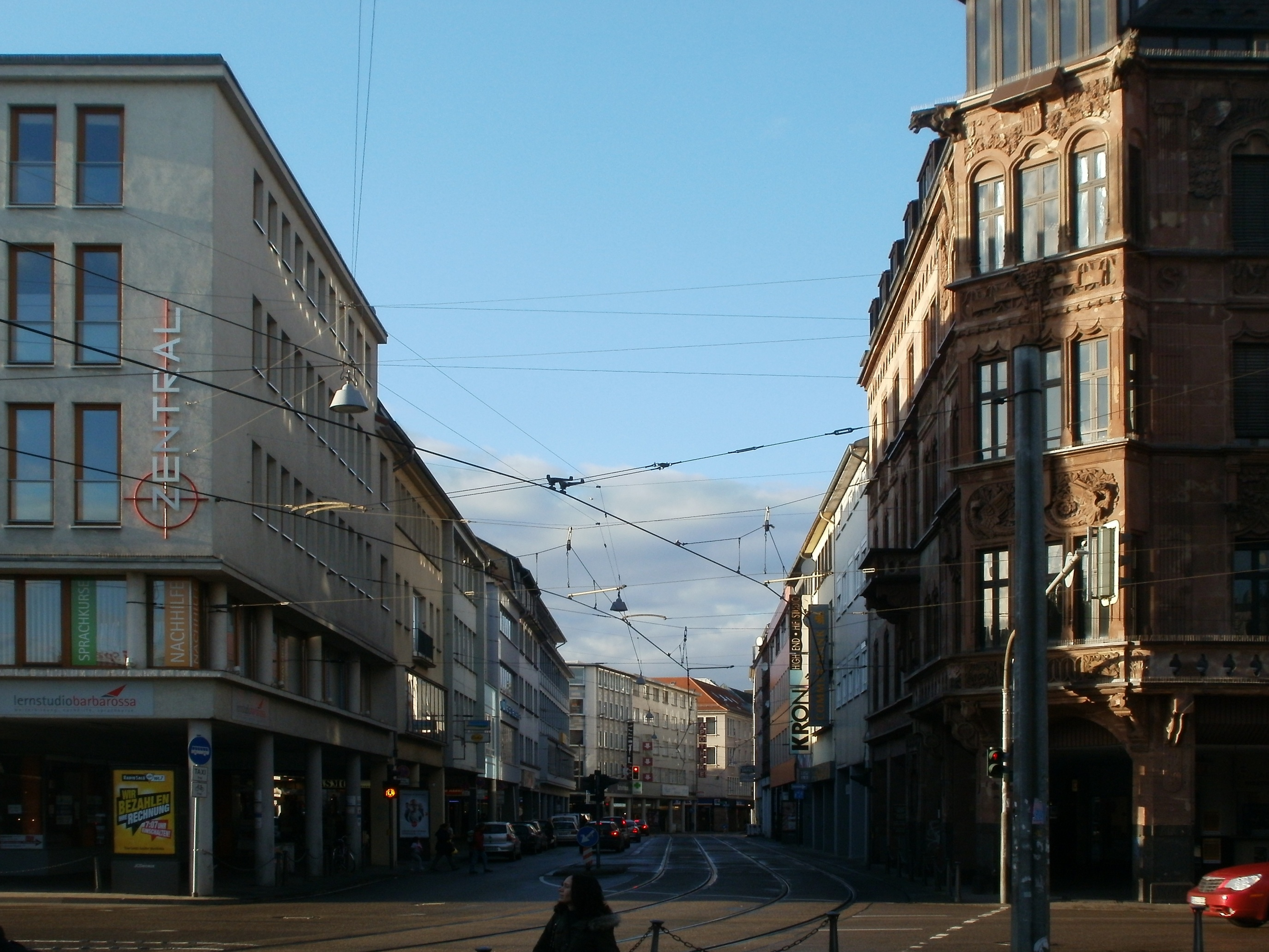
Unterer Teil der Kaiserstraße von der Johanneskirche aus gesehen (2012)
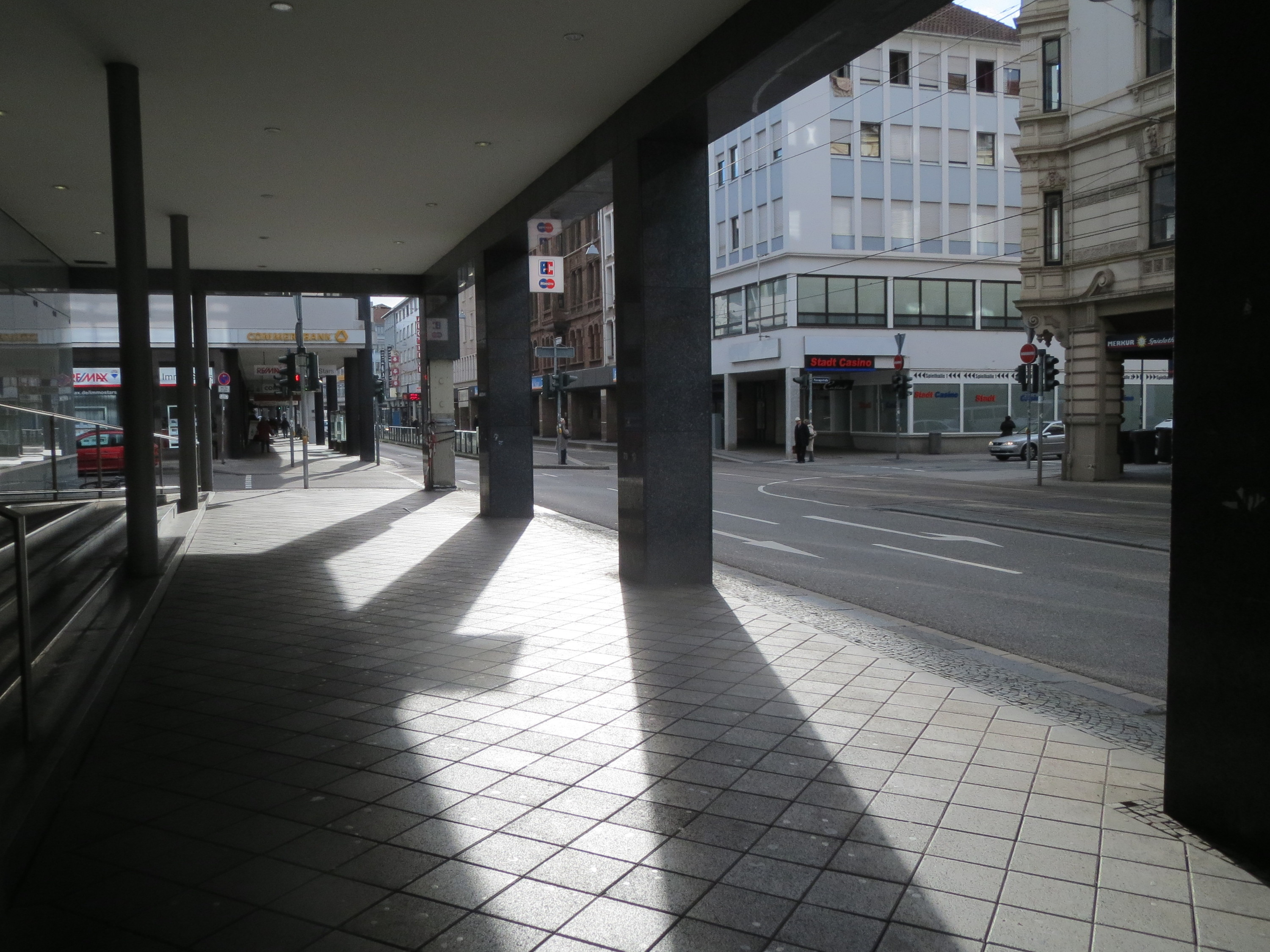
Arkaden mit Blick auf die Kreuzung von Karcher- und Passagestraße (2015)